# Altacast
Altacast (также известен как Edcast или Oddcast) — бесплатный и open-source аудиокодек который может быть использован для запуска Интернет потоков различных типов. Большинство независимых и коммерческих стримеров используют Altacast для создания Интернет-радиостанций, по типу Icecast, Loudcaster и Shoutcast.

## Разработка
Настоящее стримминговое ПО Oddcast разрабатывалось в период с 2000 по 2010 годы. Официальный сайт Oddsock.org хранит стримминговые (потоковые) медиа-инструменты, в том числе Oddcast, Stream Transcoder, Icecast Station Browser plugin, Song Requester plugin и Do Something plugin. В конце ноября 2010 года Oddsock.org был отключен, однако в интернете и по сей день можно найти архивные версии.
Edcast, как ответвление от Oddcast, по сей день обновляется и хостится у Club RIO. В начале 2012 года разработка Edcast была перемещена в Google Code и SourceForge. По состоянию на 30 октября 2011 года последней стабильной версией считается 3.33.2011.1026 и последней beta версией является 3.37.2011.1214.
В сентябре 2012 был выпущен в релиз второй форк Altacast. Редакция Standalone & DSP доступна по GPL на GitHub, в то время как редакция RadioDJ пишется на .NET Framework и разрабатывается отдельно. В версии 2.0 редакции Standalone & DSP запланирована совместимость с SHOUTcast v2.
Плагин Altacast для RadioDJ больше не совместим с новыми версиями RadioDJv2 - Altacast не поддерживается разработчиком RadioDJ по юридическим причинам.

## Возможности
Altacast может работать под управлением Windows. Он может работать совместно с проигрывателями Winamp в виде плагинов, точно как и AIMP, JetAudio, KMPlayer, MediaMonkey, MusicBee и foobar2000, так же успешно, как и одиночный кодировщик.
Altacast Standalone & DSP может стримить напрямую в серверы под управлением Icecast и SHOUTcast с Ogg Vorbis и Ogg FLAC "из коробки". Поддержка MP3, AAC и AAC+ может быть включена посредством кодеков LAME (lame_enc.dll), FAAC (libFAAC.dll) и CT-aacPlus (enc_aacplus.dll (доступен из Winamp 5.61)) соответственно. Регулируемые параметры для каждого кодека включают битрейт (для MP3, AAC+, Ogg Vorbis), качество (для AAC, Ogg Vorbis), частоту дискретизации (22050 Hz или 44100 Hz) и канальность (Parametric Stereo доступно для AAC+ до 56kbps).
SHOUTcast v2 теперь уже поддерживается неофициально в Altacast Standalone & DSP. Тем не менее, можно подключиться к идентификатору потока №1 сервера SHOUTcast v2 в режиме legacy (v1). Как "костыльное" решение можно использовать плагин SHOUTcast DSP 1.9.2 для Winamp-совместимых медиапроигрывателей, что даст возможность вещать с чередованием точек монтирования (например поток №2).
Поддержка SHOUTcast v2 и Opus доступна в версии v1.4 так же в виде плагина.